# Släggkastning för damer i friidrott vid olympiska sommarspelen 2000
Släggkastning för damer vid olympiska sommarspelen 2000 i Sydney avgjordes 27–29 september.

## Medaljörer
| Gren          | Guld                     | Guld    | Silver                  | Silver  | Brons                    | Brons   |
| Släggkastning | Kamila Skolimowska Polen | 71,16 m | Olga Kuzenkova Ryssland | 69,77 m | Kirsten Münchow Tyskland | 69,28 m |

## Resultat
- Q innebär avancemang utifrån placering i heatet/klarat kvalgränsen.
- q innebär avancemang utifrån total placering.
- DNS innebär att personen inte startade.
- DNF innebär att personen inte fullföljde.
- DQ innebär diskvalificering.
- NR innebär nationellt rekord.
- OR innebär olympiskt rekord.
- WR innebär världsrekord.
- PB innebär personligt rekord.
- SB innebär säsongsbästa.

### Kval

#### Grupp A
| Placering | Idrottare                | Försök | Försök | Försök | Längd   | Noteringar |
| Placering | Idrottare                | 1      | 2      | 3      | Längd   | Noteringar |
| --------- | ------------------------ | ------ | ------ | ------ | ------- | ---------- |
| 1         | Olga Kuzenkova (RUS)     | 70,60  | —      | —      | 70,60 m | OR         |
| 2         | Kamila Skolimowska (POL) | 66,30  | —      | —      | 66,30 m |            |
| 3         | Yipsi Moreno (CUB)       | 65,74  | —      | —      | 65,74 m |            |
| 4         | Dawn Ellerbe (USA)       | 64,91  | 63,27  | 57,99  | 64,91 m |            |
| 5         | Svetlana Sudak (BLR)     | X      | X      | 63,83  | 63,83 m |            |
| 6         | Lorraine Shaw (GBR)      | 63,21  | 62,60  | 57,09  | 63,21 m |            |
| 7         | Amy Palmer (USA)         | 61,96  | 62,49  | 62,78  | 62,78 m |            |
| 8         | Irina Sekatjova (UKR)    | 61,44  | 60,62  | X      | 61,44 m |            |
| 9         | Tasha Williams (NZL)     | 50,96  | 54,14  | 61,18  | 61,18 m |            |
| 10        | Alla Davidova (RUS)      | 60,86  | X      | X      | 60,86 m |            |
| 11        | Karyne Perkins (AUS)     | 55,18  | 59,49  | 55,22  | 59,49 m |            |
| 12        | Mia Strömmer (FIN)       | 57,33  | X      | 59,43  | 59,43 m |            |
| 13        | Michelle Fournier (CAN)  | X      | 55,72  | 59,15  | 59,15 m |            |
| 14        | Caroline Fournier (MRI)  | X      | 53,60  | 56,18  | 56,18 m |            |
| —         | Ester Balassini (ITA)    | X      | X      | X      | NM      |            |

#### Grupp B
| Placering | Idrottare                   | Försök | Försök | Försök | Längd   | Noteringar |
| Placering | Idrottare                   | 1      | 2      | 3      | Längd   | Noteringar |
| --------- | --------------------------- | ------ | ------ | ------ | ------- | ---------- |
| 1         | Kirsten Münchow (GER)       | 59,09  | 67,64  | —      | 67,64 m |            |
| 2         | Ivana Brkljačić (CRO)       | 65,01  | 62,59  | X      | 65,01 m |            |
| 3         | Deborah Sosimenko (AUS)     | 64,01  | 61,18  | 59,53  | 64,01 m |            |
| 4         | Sini Pöyry (FIN)            | 63,80  | 60,12  | 61,81  | 63,80 m |            |
| 5         | Ljudmila Gubkina (BLR)      | 62,40  | 63,13  | 63,29  | 63,29 m |            |
| 6         | Katalin Divós (HUN)         | 61,88  | X      | 62,74  | 62,74 m |            |
| 7         | Lisa Misipeka (ASA)         | 61,74  | 58,74  | X      | 61,74 m |            |
| 8         | Tatjana Konstantinova (RUS) | 57,24  | 61,14  | 61,48  | 61,48 m |            |
| 9         | Jesseca Cross (USA)         | 56,98  | 60,85  | 60,51  | 60,85 m |            |
| 10        | Zhao Wei (CHN)              | 59,54  | 57,44  | 55,98  | 59,54 m |            |
| 11        | Manuela Montebrun (FRA)     | 57,60  | X      | 57,77  | 57,77 m |            |
| 12        | Anelija Jordanova (BUL)     | X      | 54,92  | 54,69  | 54,92 m |            |
| —         | Olga Tsander (BLR)          | X      | X      | X      | NM      |            |

#### Totala kvalresultat
| Placering | Idrottare                   | Grupp | Märke | Kval | Noteringar |
| --------- | --------------------------- | ----- | ----- | ---- | ---------- |
| 1         | Olga Kuzenkova (RUS)        | A     | 70,60 | Q    | OR         |
| 2         | Kirsten Münchow (GER)       | B     | 67,64 | Q    |            |
| 3         | Kamila Skolimowska (POL)    | A     | 66,30 | Q    |            |
| 4         | Yipsi Moreno (CUB)          | A     | 65,74 | Q    |            |
| 5         | Ivana Brkljačić (CRO)       | B     | 65,01 | q    |            |
| 6         | Dawn Ellerbe (USA)          | A     | 64,91 | q    |            |
| 7         | Deborah Sosimenko (AUS)     | B     | 64,01 | q    |            |
| 8         | Svetlana Sudak (BLR)        | A     | 63,83 | q    |            |
| 9         | Sini Pöyry (FIN)            | B     | 63,80 | q    |            |
| 10        | Ljudmila Gubkina (BLR)      | B     | 63,29 | q    |            |
| 11        | Lorraine Shaw (GBR)         | A     | 63,21 | q    |            |
| 12        | Amy Palmer (USA)            | A     | 62,78 | q    |            |
| 13        | Katalin Divós (HUN)         | B     | 62,74 |      |            |
| 14        | Lisa Misipeka (ASA)         | B     | 61,74 |      |            |
| 15        | Tatjana Konstantinova (RUS) | B     | 61,48 |      |            |
| 16        | Irina Sekatjova (UKR)       | A     | 61,44 |      |            |
| 17        | Tasha Williams (NZL)        | A     | 61,18 |      |            |
| 18        | Alla Davidova (RUS)         | A     | 60,68 |      |            |
| 19        | Jesseca Cross (USA)         | B     | 60,85 |      |            |
| 20        | Zhao Wei (CHN)              | B     | 59,54 |      |            |
| 21        | Karyne Perkins (AUS)        | A     | 59,49 |      |            |
| 22        | Mia Strömmer (FIN)          | A     | 59,43 |      |            |
| 23        | Michelle Fournier (CAN)     | B     | 59,15 |      |            |
| 24        | Manuela Montebrun (FRA)     | B     | 57,77 |      |            |
| 25        | Caroline Fournier (MRI)     | A     | 56,18 |      |            |
| 26        | Anelija Jordanova (BUL)     | B     | 54,92 |      |            |
| —         | Ester Balassini (ITA)       | A     | NM    |      |            |
| —         | Olga Tsander (BLR)          | B     | NM    |      |            |

### Final
| Placering | Idrottare                | Försök | Försök | Försök | Försök | Försök | Försök | Längd   | Noteringar |
| Placering | Idrottare                | 1      | 2      | 3      | 4      | 5      | 6      | Längd   | Noteringar |
| --------- | ------------------------ | ------ | ------ | ------ | ------ | ------ | ------ | ------- | ---------- |
| 1         | Kamila Skolimowska (POL) | X      | 66,33  | 71,16  | 66,06  | 69,91  | —      | 71,16 m | OR         |
| 2         | Olga Kuzenkova (RUS)     | X      | 67,18  | 69,64  | 69,77  | X      | X      | 69,77 m |            |
| 3         | Kirsten Münchow (GER)    | 66,42  | X      | 67,81  | 66,03  | 69,28  | 67,96  | 69,28 m | NR         |
| 4         | Yipsi Moreno (CUB)       | 65,79  | 67,16  | 67,04  | 64,88  | 68,33  | 67,43  | 68,33 m |            |
| 5         | Deborah Sosimenko (AUS)  | 67,95  | 64,24  | 65,49  | 66,39  | X      | X      | 67,95 m | AR         |
| 6         | Ljudmila Gubkina (BLR)   | 66,04  | 66,16  | X      | 67,08  | 66,77  | 66,95  | 67,08 m |            |
| 7         | Dawn Ellerbe (USA)       | 62,50  | 64,51  | 66,80  | 64,40  | 66,16  | 64,71  | 66,80 m |            |
| 8         | Amy Palmer (USA)         | X      | 60,21  | 66,15  | 59,42  | X      | X      | 66,15 m |            |
|           |                          |        |        |        |        |        |        |         |            |
| 9         | Lorraine Shaw (GBR)      | 64,27  | 56,96  | 63,65  |        |        |        | 64,27 m |            |
| 10        | Svetlana Sudak (BLR)     | X      | 64,21  | X      |        |        |        | 64,21 m |            |
| 11        | Ivana Brkljačić (CRO)    | 61,25  | 63,20  | X      |        |        |        | 63,20 m |            |
| 12        | Sini Pöyry (FIN)         | 62,49  | X      | 62,21  |        |        |        | 62,49 m |            |